# 土地家屋調査士会
土地家屋調査士会（とちかおくちょうさしかい）は、土地家屋調査士の職域団体。土地家屋調査士法に基づいて設立された法人であり、法務局又は地方法務局を単位として50会存在する。

## 概要
土地家屋調査士法47条は、土地家屋調査士会の設立及び目的等について下記のように定める。
第四十七条　調査士は、その事務所の所在地を管轄する法務局又は地方法務局の管轄区域ごとに、会則を定めて、一個の調査士会を設立しなければならない。
２　調査士会は、会員の品位を保持し、その業務の改善進歩を図るため、会員の指導及び連絡に関する事務を行うことを目的とする。
３　調査士会は、法人とする。

４　一般社団法人及び一般財団法人に関する法律第四条及び第七十八条の規定は、調査士会について準用する。
土地家屋調査士会は、上記の目的を達成するために、会員である土地家屋調査士への研修や、研究及び普及活動を行うとともに、土地家屋調査士の登録に関する事務を行っている。

## 土地家屋調査士会の一覧
- 北海道地方
  - 札幌土地家屋調査士会
  - 函館土地家屋調査士会
  - 旭川土地家屋調査士会
  - 釧路土地家屋調査士会
- 東北地方
  - 宮城県土地家屋調査士会
  - 福島県土地家屋調査士会
  - 山形県土地家屋調査士会
  - 岩手県土地家屋調査士会
  - 秋田県土地家屋調査士会
  - 青森県土地家屋調査士会
- 関東地方
  - 東京土地家屋調査士会
  - 神奈川県土地家屋調査士会
  - 埼玉土地家屋調査士会
  - 千葉県土地家屋調査士会
  - 茨城土地家屋調査士会
  - 栃木県土地家屋調査士会
  - 群馬土地家屋調査士会
  - 静岡県土地家屋調査士会
  - 山梨県土地家屋調査士会
  - 長野県土地家屋調査士会
  - 新潟県土地家屋調査士会
- 中部地方
  - 愛知県土地家屋調査士会
  - 三重県土地家屋調査士会
  - 岐阜県土地家屋調査士会
  - 福井県土地家屋調査士会
  - 石川県土地家屋調査士会
  - 富山県土地家屋調査士会
- 近畿地方
  - 大阪土地家屋調査士会
  - 京都土地家屋調査士会
  - 兵庫県土地家屋調査士会
  - 奈良県土地家屋調査士会
  - 滋賀県土地家屋調査士会
  - 和歌山県土地家屋調査士会
- 中国地方
  - 広島県土地家屋調査士会
  - 山口県土地家屋調査士会
  - 岡山県土地家屋調査士会
  - 鳥取県土地家屋調査士会
  - 島根県土地家屋調査士会
- 四国地方
  - 香川県土地家屋調査士会
  - 徳島県土地家屋調査士会
  - 高知県土地家屋調査士会
  - 愛媛県土地家屋調査士会
- 九州地方
  - 福岡県土地家屋調査士会
  - 佐賀県土地家屋調査士会
  - 長崎県土地家屋調査士会
  - 大分県土地家屋調査士会
  - 熊本県土地家屋調査士会
  - 鹿児島県土地家屋調査士会
  - 宮崎県土地家屋調査士会
  - 沖縄県土地家屋調査士会